# Neelam Kothari
Neelam Kothari Soni (Hong Kong britannico, 3 marzo 1968) è un'attrice indiana.

## Filmografia parziale

### Cinema
- Jawaani, regia di Ramesh Behl (1984)
- Love 86, regia di Esmayeel Shroff (1986)
- Ilzaam, regia di Shibu Mitra (1986)
- Aag Hi Aag, regia di Shibu Mitra (1987)
- Khudgarz, regia di Rakesh Roshan (1987)
- Sindoor, regia di K. Ravi Shankar (1987)
- Paap Ki Duniya, regia di Shibu Mitra (1988)
- Khatron Ke Khiladi, regia di T. Rama Rao (1988)
- Waqt Ki Awaz, regia di K. Bapayya (1988)
- Do Qaidi, regia di Ajay Kashyap (1989)
- Gharana, regia di K. Ravi Shankar (1989)
- Hum Bhi Insaan Hain, regia di Manivannan (1989)
- Agneepath, regia di Mukul S. Anand (1990)
- Amiri Garibi, regia di Harmesh Malhotra (1990)
- Badnam, regia di Shibu Mitra (1990)
- Doodh Ka Karz, regia di Ashok Gaekwad (1990)
- Afsana Pyar Ka, regia di M.R Shahjahan (1991)
- Indrajeet, regia di K. V. Raju (1991)
- Kasak, regia di K. Bapaiah (1992)
- Sahebzaade, regia di Ajay Kashyap (1992)
- Ek Ladka Ek Ladki, regia di Vijay Sadanah (1992)
- Laat Saab, regia di Sunil Agnihotri (1992)
- Parampara, regia di Yash Chopra (1993)
- Santaan, regia di Dasari Narayana Rao (1993)
- Ek Tha Raja, regia di Dayal Nihalani (1996)
- Hum Saath-Saath Hain, regia di Sooraj R. Barjatya (1999)
- Kasam, regia di Shibu Mitra (2001)

### Televisione
- Masaba Masaba - serie TV, 3 episodi (2022)